# Smrekov kalin
Smrekov kalin (znanstveno ime Pinicola enucleator) je vrsta ptic pevk, ki živi na severni polobli. Je edina predstavnik v rodu Pinicola.
Prepoznanih je osem podvrst:
- P. e. enucleator (Linnaeus, 1758) – od Skandinavije do osrednje Sibirije
- P. e. kamtschatkensis (Dybowski, 1883) – severovzhodna Sibirija
- P. e. sakhalinensis Buturlin, 1915 – Sahalin in Kurilski otoki, severna Japonska
- P. e. flammula Homeyer, 1880 –  južna obala Aljaske in zahodna Kanada
- P. e. carlottae Brooks, AC, 1922 – otoki Haida Gwaii (ob zahodni obali Kanade)
- P. e. montana Ridgway, 1898 – notranjost jugozahodne Kanade do osrednje-zahodne ZDA
- P. e. californica Price, 1897 – vzhodna Kalifornija
- P. e. leucura (Müller, PLS, 1776) – notranjost zahodne in osrednje Aljaske do vzhodne Kanade in severne Nove Anglije (ZDA)

## External links
- Predstavnosti o temi Pinicola enucleator v Wikimedijini zbirki
- Podatki o temi Pinicola enucleator v Wikivrstah
- »Pine grosbeak media«. Internet Bird Collection.
- Pine Grosbeak – Pinicola enucleator – USGS Patuxent Bird Identification InfoCenter
- Xeno-canto: audio recordings of the pine grosbeak
- Pine grosbeak fotogalerija na VIREO (Drexel University)